# Кармона, Адриа
Адриа Кармона Перес (исп. Adrià Carmona Pérez; род. 8 февраля 1992, Игуалада, Испания) — испанский футболист, нападающий.

## Клубная карьера
Адриа — воспитанник знаменитой футбольной школы «Барселоны». В 2010 году молодой игрок перешёл из барселонской команды Хувениль А в Примаверу итальянского «Милана». За молодёжную команду «Милана» Адриа играл до лета 2012 года, затем он был повышен до основной команды. В сезоне 2012/13 в составе миланского клуба Адриа на поле не выходил. 31 января 2013 года молодой форвард подписал арендное соглашение сроком на полгода с клубом высшей испанской лиги «Реал Сарагоса» Адриа дебютировал за свой новый клуб в Примере 16 февраля в матче против «Осасуны».

## Карьера в сборной
Адриа выступал за сборную Испании до 17 лет. В её составе он выигрывал Чемпионат Европы (до 17 лет) 2008 года и становился бронзовым призёром Чемпионата мира по футболу (до 17) 2009 года.

## Достижения
- Победитель чемпионата Европы (до 17 лет) (1): 2008
- Бронзовый призёр Чемпионата мира по футболу (до 17) (1): 2009